# Улица Марджанишвили
Улица Марджанишвили (груз. კოტე მარჯანიშვილის ქუჩა) — улица в Тбилиси, в районе Чугурети. Начинается у моста Галактиона Табидзе, заканчивается, подходя к путям железнодорожного сообщения Грузинской железной дороги

## История
В начале XIX века на близлежащей территории возникла немецкая колония Александердорф (названа в честь царствующего российского монарха Александра I). Колонисты выстроили здесь кирху Петра и Павла (находилась на месте современной площади Марджанишвили, снесена в 1940-е годы) от чего и улица стала называться Кирочной.
В 1864 году на углу с улицей была возведена русская церковь Александра Невского (современный адрес — улица Джавахишвили, 69)
Территория начала интенсивно застраиваться после сооружения Верийского моста (1883, ныне — Мост Галактиона Табидзе) в духе господствовавшего в те годы эклектического стиля. В 1907 году по проекту Стефана Кричинского на улице началось строительство культурно-просветительского центра — Народного дома. Средства на постройку дали наследники крупного бакинского предпринимателя-нефтепромышленника К. Я. Зубалова (Зубалашвили). Открытие состоялось 24 марта 1909 года. В 1930 году в здание был переведён театр имени К. Марджанишвили.
Современное название улица получила в честь великого грузинского артиста Константина Марджанишвили (1872—1933). 
На месте снесённой кирхи в 1940-е — 1950-е годы были выстроены два жилых и одно административное здание, оформившие площадь Марджанишвили.
В 1980-е годы участок улицы от площади Марджанишвили до реки Кура планировали сделать пешеходным.

## Достопримечательности
- д. 6 — дом семьи Бильфельд

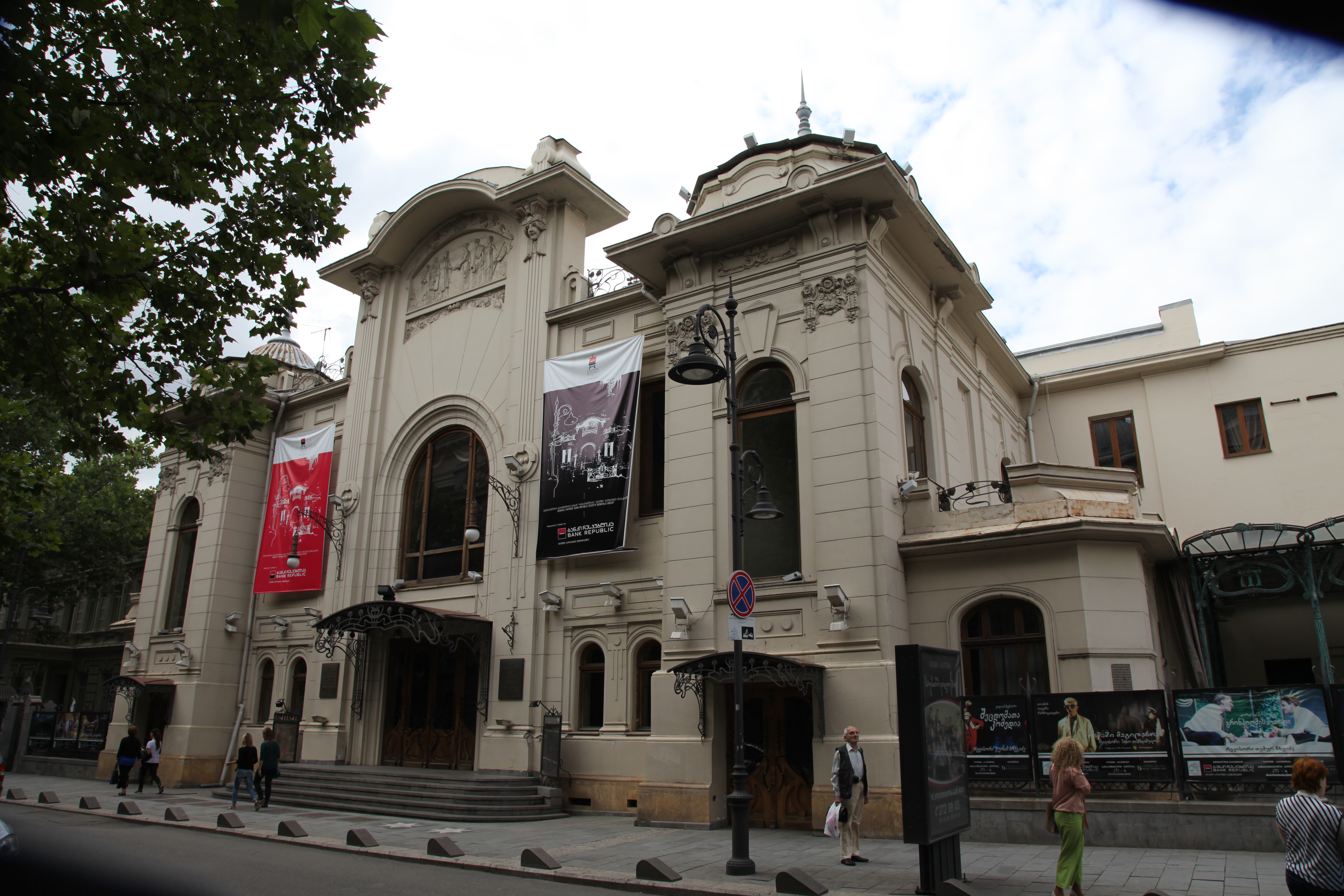
Тбилисский академический театр имени К. Марджанишвили

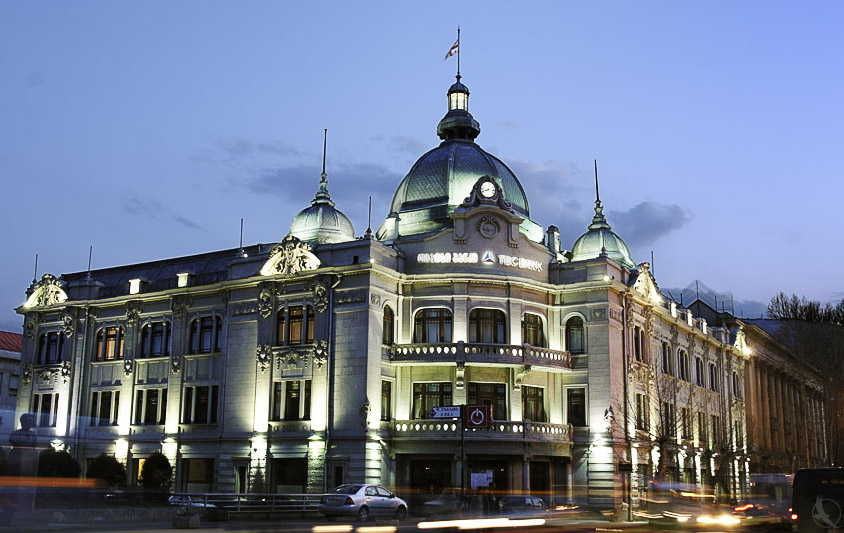
TBC Bank

- д. 7 — бывшее Экономическое общество кавказских офицеров (1911—1913, архитектор А. Рогойский), ныне — TBC Bank
- д. 8 — Тбилисский академический театр имени К. Марджанишвили (1907, бывший Народный театр Зубалова)

## Известные жители
д. 4 — Демна Шенгелая